# Олімпія Теодора
Олімпія Теодора (італ. Olimpia Teodora) — італійський жіночий волейбольний клуб з Равенни. Дворазовий переможець Кубка європейських чемпіонів і 11-разовий чемпіон Італії.

## Історія
Жіноча волейбольна команда в Равенні була заснована у 1965 році. У перших сезонах грала на регіональному рівні. 1974 року розпочала виступи в Серії С професійного чемпіонату. У сезоні 1976/1977 дебютувала у Серії А і завершив турнір на пятому місці. У 1980 році команда стала володарем Кубка Італії, а в наступних двох сезонах — найсильнішою в Серії А1.
У 1983 році спонсором стала компанія «Ferruzzi» і клуб змінив назву на «Олімпія Теодора». Одиннадцять років поспіль вигравав чемпіонат Італії і двічі Кубок європейських чемпіонів (1988, 1992). У цей час провідними гравцями клубу були Мануела Бенеллі, Ліліана Бернарді, Алессандра Замбеллі і Сабріна Бертіні. До другої перемоги у Кубку чемпіонів долучилися легіонерки Габрієла Перес дель Солар з Перу і Генрієтта Версінг з Нідерландів.
З 1992 року команда почала втрачали провідні позиції в італійському волейболі, а 2004 року відмовилася від участі в Серії А1 через погіршення фінансування. У цей час кольори клубу також захищали Сімона Ріньєрі, Серена Ортолані, Кароліна Костагранде, Елеонора Ло Б'янко, американки Стейсі Сикора і Гезер Баун. Шість сезонів за «Олімпію Теодору» відіграла українка Наталія Боженова і один — Олена Сидоренко.
У 2017—2022 роках клуб провів пять сезонів у Серії А2.

## Досягнення
- Кубок європейських чемпіонів
  - Перше місце (2): 1988, 1992
  - Друге місце (7): 1984, 1985, 1986, 1987, 1989, 1990, 1993

- Кубок Європейської конфедерації волейболу
  - Друге місце (1): 2002

- Клубний чемпіонат світу
  - Перше місце (1): 1992

- Чемпіонат Італії[it]
  - Перше місце (11): 1981, 1982, 1983, 1984, 1985, 1986, 1987, 1988, 1989, 1990, 1991
  - Друге місце (1): 1993

- Кубок Італії[it]
  - Перше місце (6): 1980, 1981, 1984, 985, 1987, 1991